# Naoto Inti Raymi
Naoto Nakamura (中村 直人, Nakamura Naoto), mieux connu sous le nom de scène Naoto Inti Raymi (ナオト・インティライミ, Naoto Intiraimi), est un chanteur et animateur de radio Japon. Il commence sa carrière chez Sony en 2001 sous le nom Naoto (なおと), mais ne connaîtra le succès qu'en 2010. Il est également connu pour être une personnalité de la radio bayfm en 2005, et pour carnet de voyage Sekai yo Odore, publié en 2006.
"Inti Raymi" en Quechua (langage Incan) signifie "Fête du soleil".

## Biographie
Naoto Inti Raymi est né dans la préfecture de Mie, le 15 août 1979. Il grandit à Noda-Shi. Il commence à écrire ses propres chansons très jeune tout en jouant au football dans l'équipe junior de Kashiwa Reysol. Il commence ensuite à produire des démos de ses chansons et à les interpréter dans les rues de Kashiwa. En 1998, il forme un groupe de musique appelé Freeman. En 1999, il commence une carrière solo en se produisant notamment à l'Apollo Theater de New York).
En 2000, Nakamura signe un contrat avec le label Sony. À cette période, il voyage en solitaire dans plusieurs pays comme le Brésil, le Kenya et la Thaïlande. Après deux singles il sort son premier album Funk Renaissance en 2002. À la suite de cette sortie, il fait une reprise de "Ano Subarashii Ai o Mō Ichido", d'Kazuhiko Kato sur un album compilation appelé What's Cover?. Il le sort comme single deux mois plus tard.
D'août 2003 jusqu'à fin 2004, Nakamura voyage à travers 28 pays différents et notamment en Amérique du Sud. Il publiera en 2006 les notes de son carnet de voyage.
Fin 2005, début 2006, Nakamura sort deux singles pour la première fois sous le nom Naoto Inti Raymi. Le premier est uniquement vendu à Shinseido. En 2005, Nakamura devient animateur radio pour "bayfm". À cette période, il sort le single "Sakura Komachi". Le titre atteint des sommets sur bayfm.
2009 annonce le retour à la musique pour Nakamura. Il sort un EP, Ultra C, qui devient son premier titre classé (#85). Il se produit à l'occasion de nombreux festivals de musique et se joint au groupe Mr. Children lors de leur tournée 2009. Il change ensuite de label pour Universal Music Japan avec le single  "Carnival?" en 2010. Son second single, "Takaramono (Kono Koe ga Naku Naru Made)," débute à la 5e place sur RIAJ.
En 2014, il est choisi par la Coca-Cola Company pour interpréter la version japonaise de l'hymne The world is ours! à l'occasion de la coupe du monde de football de 2014.
Il sort son album Viva The World! le 1er octobre 2014 qui atteint la deuxième place du classement oricon.

## Discographie

### Albums
| Année | Information | Oricon Albums Charts , | Reported sales |
| ----- | --- | ---------------------- | -------------- |
| 2002  | Funk Renaissance - Sous Naoto - Sortie: 19 juin 2002 - Label: Sony Music Japan (SRCL-5367) - Formats: CD             | —                      | —              |
| 2010  | Shall We Travel?? - Sortie: 7 juillet 2010 - Label: Universal Music Japan (UMCK-1360) - Formats: CD, téléchargement  | 16                     | 28,000         |
| 2011  | Adventure - Sortie: 11 mai 2011 - Label: Universal Music Japan - Formats: CD, téléchargement                         | 3                      | 78,000         |
| 2012  | 風歌キャラバン - Sortie: 18 avril 2012 - Label: Universal Music Japan - Formats: CD, téléchargement                  | 1                      |                |
| 2013  | Nice catch the moment! - Sortie: 15 mai 2013 - Label: Universal Music Japan - Formats: CD, téléchargement            | 2                      |                |
| 2014  | Viva The World! - Sortie: 1er octobre 2014 - Label: Universal Music Japan - Formats: CD, téléchargement              | 2                      |                |
| 2016  | Sixth Sense - Sortie: 14 septembre 2016 - Label: Sigma universel - Formats: CD, téléchargement                       | 3                      |                |
| 2017  | Tabi Uta Diary 2 (旅歌ダイアリー2) - Sortie: 22 novembre 2017 - Label: Sigma universel - Formats: CD, téléchargement | 10                     | 9,000          |

### EP
| Année | Information | Oricon Albums Charts | Reported sales |
| ----- | --- | -------------------- | -------------- |
| 2009  | Ultra C (ウルトラＣ, Urutora Shī) - Released: May 13, 2009 - Independently released at Tower Records (INTI-00002) - Re-released under Universal (POCS-22006) on July 7, 2010 - Formats: CD, digital download | 85                   | 1,800          |